# Эскардалете, Эвандро Карлос
Эвандро Карлос Эскардилете (порт.-браз. Evandro Carlos Escardalete; 12 февраля 1974, Можи-Гуасу, Бразилия) — бразильский футболист , нападающий. Большую часть карьеры провёл в португальском клубе «Риу Аве».

## Биография
Первое время он выступал в небольших бразильских клубах.
Бразилец перешёл в этот клуб в 2000 году. В тот период его клуб играл в Лиге де Онра. В сезоне 2000/01 Эвандро сыграл 2 матча в Кубке Португалии. В следующих двух сезонах нападающий ни разу не появился на поле. В сезоне 2003/04 бразильский футболист провёл 33 игры и сумел забить 15 мячей (лучший бомбардир клуба), а его клуб занял седьмое место в чемпионате. В сезоне 2004/05 Эвандро сыграл 28 матчей, но забил лишь 6 мячей.